# Jindřiška Nováková

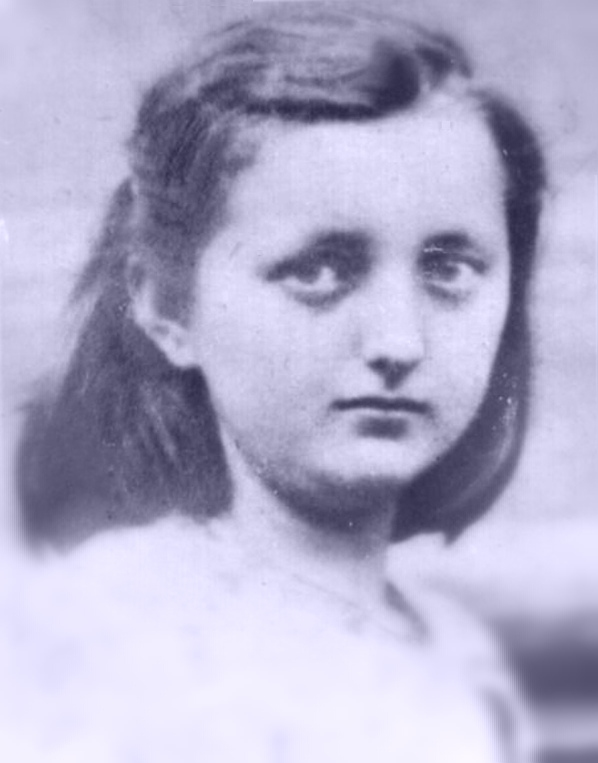
Jindřiška Nováková

Jindřiška Nováková (* 6. Mai 1928 in Podmokly (Děčín); † 24. Oktober 1942 im KZ Mauthausen) war eine tschechische Schülerin. Sie nahm am tschechoslowakischen Widerstand gegen den deutschen Nationalsozialismus teil und war – als Vierzehnjährige – das jüngste weibliche Opfer des Konzentrationslagers Mauthausen.

## Leben
Der Vater Václav Novák (1893–1942) war Tischler aus Böhmen, der im Ersten Weltkrieg auch in Salzburg gearbeitet hatte. Die Mutter Marie Nováková, geb. Soukupová (1897–1942), stammte aus Bodenbach. Seit 1918 engagierte sich der Vater in Bodenbach (Podmokly) im tschechischen Ortsnationalrat und war Leiter des tschechischen Turnvereins Sokol. Die Familie hatte fünf Kinder: Marie, Anna, Václav, Miroslava und als jüngste Tochter Jindřiška. Wegen der Ehe der ältesten Tochter Marie mit einem Sudetendeutschen brach der Familienkontakt zu dieser ab.
Jindřiška besuchte bis Ende 1938 die Grundschule in Bodenbach und war Turnerin des Sokol. Nach dem Münchner Abkommen und der Besetzung Bodenbachs durch deutsche Truppen floh die Familie nach Prag. Dort schlossen sich die Eltern dem tschechischen Widerstand gegen die nationalsozialistische Okkupation an. In der Prager Wohnung der Familie fanden mehrfach tschechische Untergrundkämpfer und Fallschirmspringer Unterkunft.
Am 27. Mai 1942 erfolgte im Rahmen der Operation Anthropoid das Attentat auf den stellvertretenden Reichsprotektor Reinhard Heydrich. Jan Kubiš, einer der Attentäter, floh erst mit einem Fahrrad, dann zu Fuß zur Familie Novák. Jindřiška wurde beauftragt, das Fahrrad zu holen und zur Sicherheit auf Umwegen nach Hause zurückzukehren. Dabei wurde sie von tschechischen Zeuginnen beobachtet. Am 3. Juni 1942 internierte die Gestapo Jindřiška und weitere 260 in der Nähe wohnende Mädchen. Aufgrund einer stark veränderten Frisur konnte Jindřiška von den Zeuginnen bei einer Gegenüberstellung in der Prager Gestapozentrale Palais Petschek nicht identifiziert werden.
Am 9. Juli wurde die Familie Novák (mit Ausnahme der ältesten Tochter Marie) aufgrund einer Denunziation von der Gestapo festgenommen und ohne Gerichtsverfahren in die Kleine Festung Theresienstadt und am 23. Oktober 1942 weiter in das Konzentrationslager Mauthausen deportiert. Dort wurden Jindřiška Nováková, ihre Eltern und ihre drei Geschwister Anna, Miroslava und Václav am 24. Oktober 1942 zwischen 11 und 12 Uhr ermordet. Die 14-jährige Jindřiška war das jüngste Mädchen, das im KZ Mauthausen hingerichtet wurde.

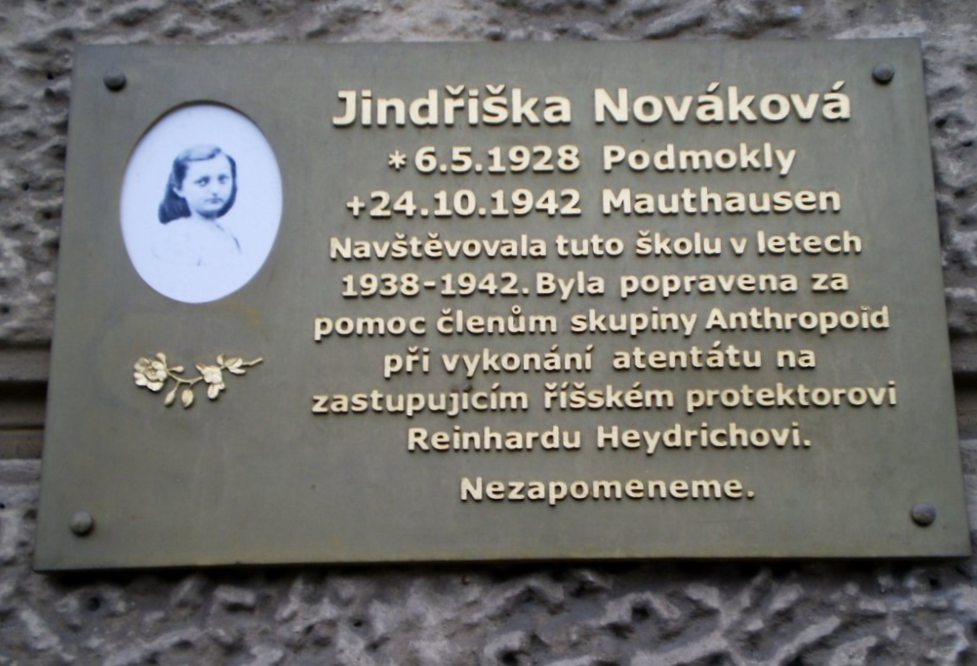
Gedenktafel an der Bohumil-Hrabal-Grundschule in Prag (Zenklova 26/52, Stadtteil Libeň)

Die Straße, in der die Familie gewohnt hatte, erhielt nach dem Krieg den Namen der Familie ulice Novákových. Die Gedenktafel für die Familie am Haus Nr. 351/3 musste nach dem Abriss des Gebäudes auf das Nachbarhaus Nr. 375/5 übertragen werden. 2014 wurde an der heutigen Bohumil-Hrabal-Grundschule, die seit Ende 1938 Jindřiška besucht hatte, eine eigene Gedenktafel enthüllt.
Im US-amerikanischen Film Operation Daybreak von 1975 kommt Jindřiška Nováková unter dem Namen Jindřiška Moravcová vor.